# Lá 440
Lá 440 (ISO 16:1955 pitch standard) é o nome que se dá coloquialmente ao som que produz uma vibração a 440 Hz e, também é a frequência sonora padrão de afinação da altura musical dos instrumentos musicais adotado pela Organização Internacional para Padronização em 1955 como a norma ISO 16.
O Lá 440 é a nota musical que se encontra acima do dó central do piano.
Em 1936, uma conferência internacional recomendou que o lá que se encontra à direita do dó central do piano se afinasse a 440 Hz.
A estação de rádio dos EUA WWV transmite um sinal de 440 Hz a dois minutos de cada hora, com WWVH transmitindo o mesmo tom no primeiro minuto após cada hora. Isso foi adicionado em 1936 para ajudar as orquestras a afinar seus instrumentos, e foi bastante útil para músicos na época em que não existiam afinadores elétricos.

## Histórico
Johann Schaikler recomendou que o Lá 440 fosse o padrão em 1834 após o desenvolvimento de um tonômetro para medir a altura sonora e foi aprovado pela Sociedade Alemã de História Natural no mesmo ano.
Em 1926, a indústria musical americana estabeleceu o Lá 440 como um padrão não oficial e foi usado na fabricação de instrumentos musicais.
Em 1936, uma conferência internacional recomendou que à direita do C central do piano fosse ajustada a 440 Hz. Esse padrão foi tomado pela Organização Internacional para a Padronização (ISO) em 1955 (e reafirmado por eles em 1975) como ISO 16, que afirma que a frequência do painel de controle é de 440 Hz e que a sintonia dos instrumentos musicais deve ter uma precisão de ±0,5 Hz.
Desde então, serviu como a frequência sonora de referência para a sintonia de todos os instrumentos musicais (pianos, violinos,etc.).
Mas nem sempre foi assim. O diapasão foi inventado em 1711, e há um que está associado com Handel (1685-1759), de 1740, sintonizado a 422,5 Hz. Outra diapasão, de 1780, é ajustada a 409 Hz.
Na Biblioteca Britânica (Londres) é preservada uma tábua de dedos pertencente a Beethoven, por volta de 1800, sintonizada a 455,4 Hz.